# 電動扶梯
電扶梯，俗稱手扶梯；是一種以傳動帶方式運送行人的载具。扶梯一般是斜置的。行人在扶梯的一端站上自動行走的樓梯，便會自動被帶到扶梯的另一端，途中會一路保持水平。
枎梯在兩旁設有跟梯級同步移動的扶手，供行人扶握。大多数電動扶梯可以由管理人員根據時間、人流等需要，控制行走方向。
注意電動扶梯不是電動步道：兩者的分別主要是电动步道沒有樓梯，多數只會在平地上行走，或是稍微傾斜。

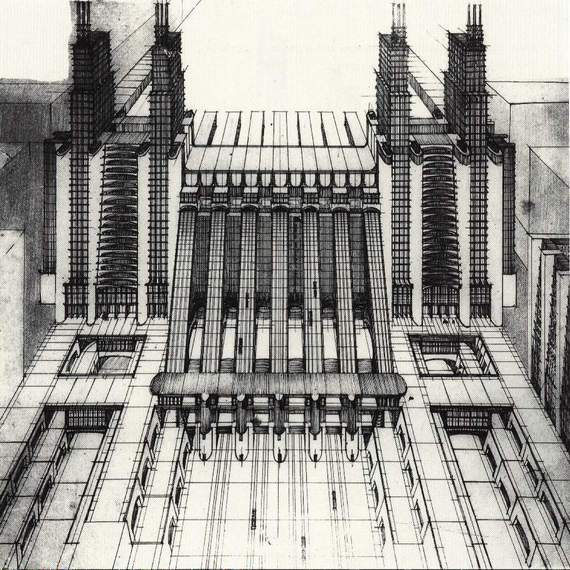
未來主義建築La Città Nuova酒店的透視圖，安東尼奧·聖埃裡亞1914年的作品構想，利用電扶梯當大廳主裝飾

## 歷史
兩名美國人分別在十九世紀末研究電動扶梯。1897年，傑斯·雷諾（Jesse W. Reno）在美國紐約康尼島的遊樂場建成了一條使用斜板行走，類似是電動扶梯的機動遊戲。而查理斯·西伯格（Charles Seeberger）則在1898年購下一項關於電動扶梯的發明專利，並且與奧的斯電梯公司合作，1899年在紐約州製造出第一條有水平的梯級，扶手和梳齒板的電動扶梯。1900年舉行的巴黎博覽會上，西伯格成功展出了他們以「電動扶梯」（Escalator）為名的產品，並且獲得了一項頭獎。1910年奧的斯收購了西柏格的專利，次年再購下雷諾的公司。1920年，奧的斯把兩者的設計結合，成為今天電動扶梯的基本設計。
電動扶梯的英文原名「Escalator」是西伯格所創，把拉丁文「梯」（Escalade）及「升降機」（Elevator）加在一起。至1950年為止，“Escalator”一字一直是奧的斯公司的註冊商標。
中國首個安裝電動扶梯的城市是上海。1935年，上海的大新百貨安裝了兩台奧的斯單人電動扶梯，連接地面至二樓和二樓到三樓。香港第一部扶手電梯於1957年在萬宜大廈啟用。

## 設計

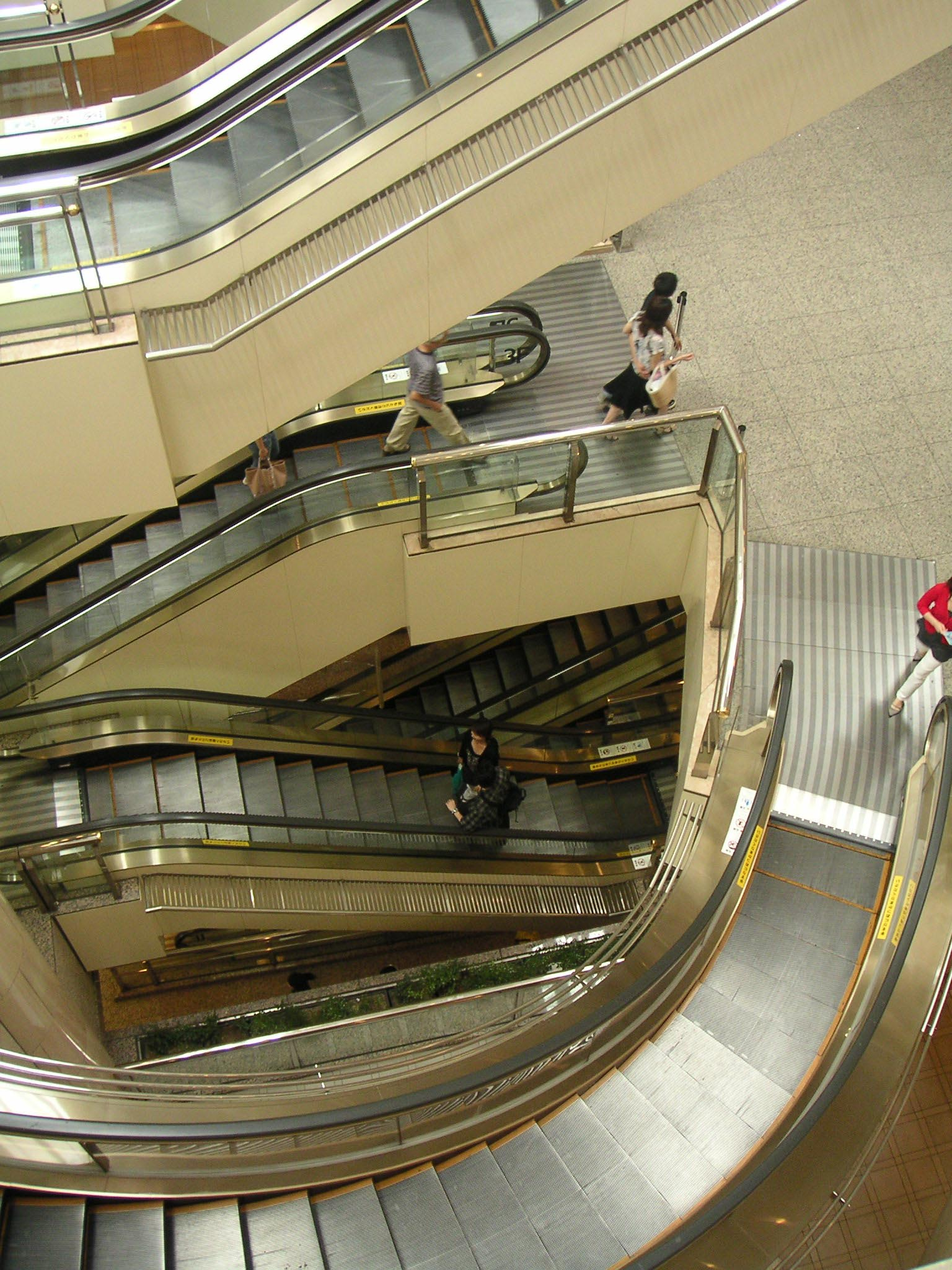
螺旋型的電動扶梯

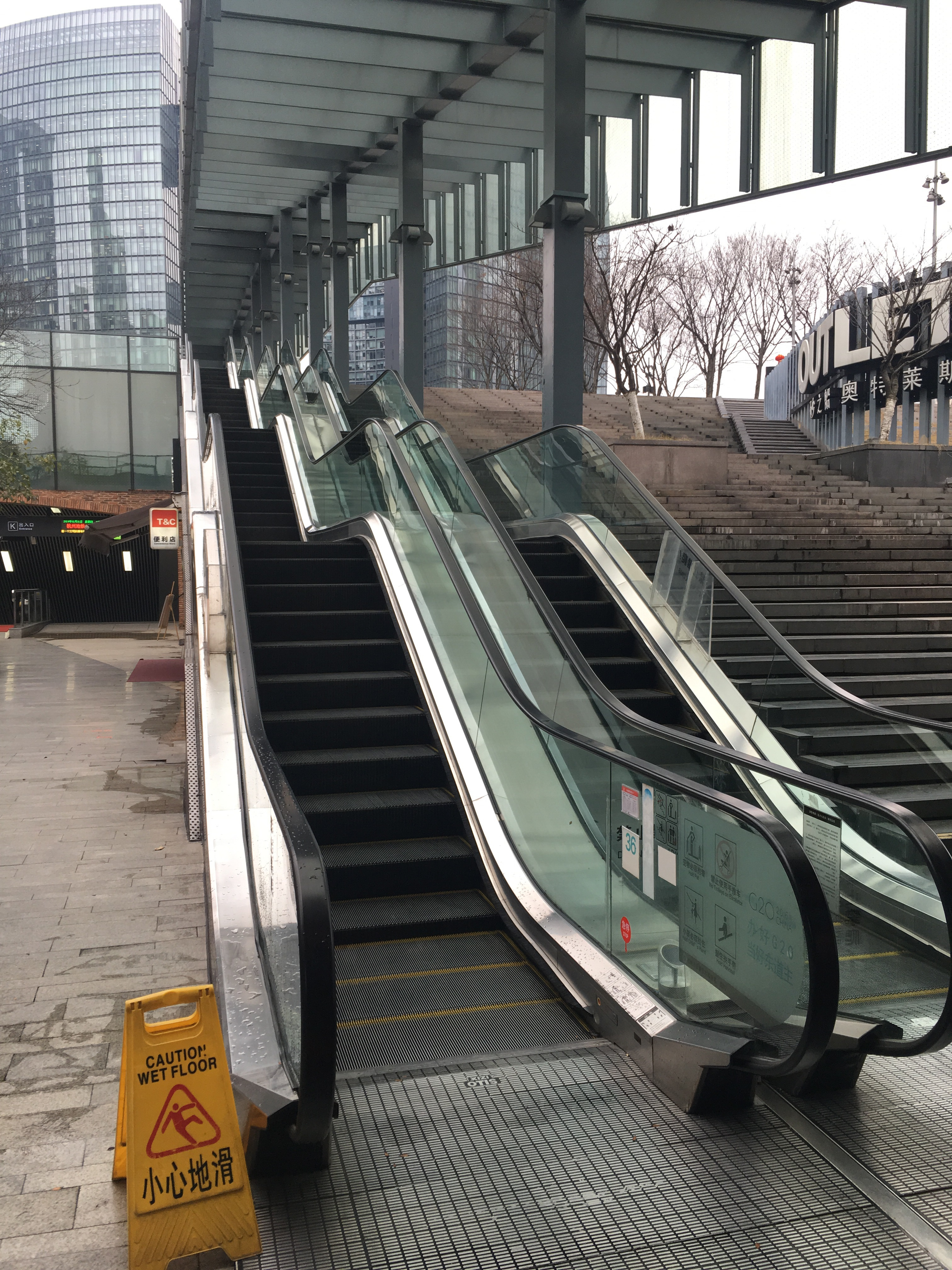
分段提升的電動扶梯

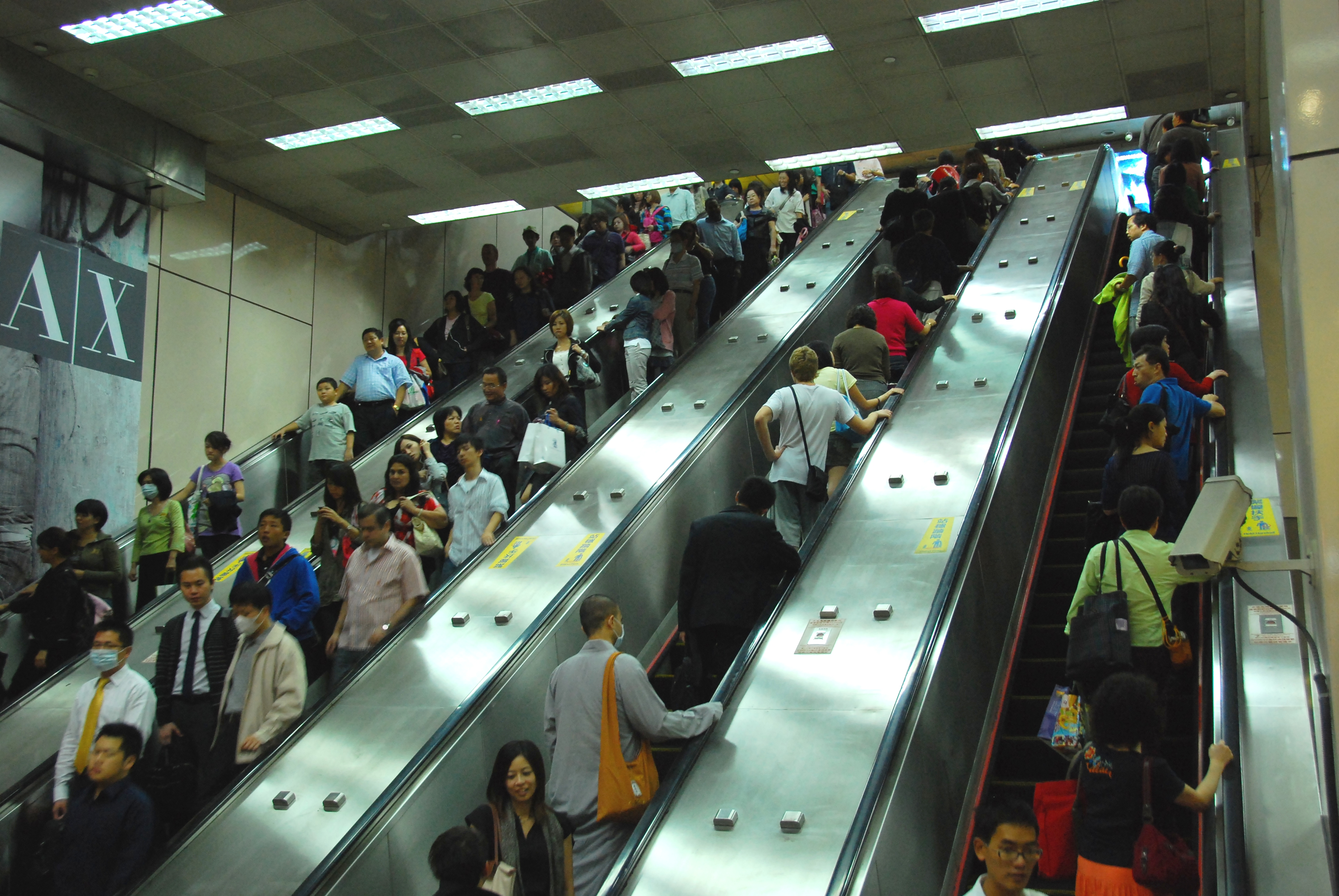
一組位於地鐵站的電動扶梯（台灣台北捷運忠孝復興站）

早期的電動扶梯的梯級以木製成。自從1987年英國倫敦地鐵國王十字車站發生火警後，大部分本來仍然使用的木梯級都已改成金屬。現代的電動扶梯的梯級以金屬製造，每節梯級以下是三角型的支架。支架底部是高低兩條軸，軸上有輪。每邊的兩個輪在不同的軌道上行走，透過改變軌道之間的距離，使梯級保持水平。各梯級支架上方的輪則以鉸鏈連接。扶梯頂部梳板之下裝有電動機，帶動鉸鏈移動梯級。當梯級走到扶梯的盡頭時，會先轉成平排讓乘客離開，然後經過梳板，再轉倒到底下，往另一方向走，成為無盡的圈。有些新的電動扶梯的側板以玻璃製造，可清楚看見這種機械構造。至於兩旁的扶手，是以橡膠製造，另外以轉輪帶動，並且要保持速度與梯級一致。
大部分的電動扶梯都是直的。1985年日本三菱電機首次發明曲線運行的電動扶梯。螺旋型的電動扶梯，除了可以節省空間外，螺旋型扶梯亦很具藝術效果，在香港的銅鑼灣時代廣場也有4條，也是全港僅有的4條，而在澳門威尼斯人娛樂場有兩條，在台灣大葉高島屋百貨公司亦曾有兩條。上海的新世界大丸百货和新世界城也安装了这种扶梯。此外，亦有些電動扶梯可以在中間段變回水平。這樣可以減少乘客使用非常長的扶梯時對高度產生的恐懼，亦可以更靈活配合建築。如杭州波浪文化城的三折电动扶梯、上海地铁老西门站的两折电动扶梯和台北捷運象山站的手扶梯。
基於使用上的安全顧慮，電扶梯應該裝設相關的安全保護裝置，以確保安全。
1. 緊急停止按鈕
2. 超速安全開關
3. 踏階鏈條異常保護裝置
4. 驅動鏈條切斷保護裝置
5. 護裙板夾物保護裝置
6. 扶手轉入口夾物保護裝置
7. 踏階異常保護裝置
8. 防逆轉裝置
9. 扶手帶斷裂安全開關

## 注意事项与“左行右立”
大多數國家和地區均有在電扶梯靠邊站立，讓道通行的習慣。不過因為這會加速電梯零件磨損，導致使用壽命縮短，部分地區的大眾運輸系統管理者，已不再主動宣導旅客在電扶梯上靠邊站立。

### 靠邊站立的爭議
搭乘時是否應左行右立，各有一派說法。
反對者認為，在電扶梯上行走容易造成意外；而且靠右或靠左站立將會導致電扶梯受重不均而增加故障機率，载荷大的一边链条磨损速度较快，两边链条磨损不一致会导致梯路不直、产生噪音，严重的甚至会损坏梳齿、梯级等等，加速设备老化。
不過，在電扶梯靠邊站立是否會造成機械故障，目前仍未有一致看法：2016年3月，台北市政府出版物引用台北捷運公司的說明指出「旅客習慣在電扶梯上靠右側站立，並不會增加電扶梯損壞率，因為電扶梯設計會自動平衡左右載重，再加上定時維修保養及更換零件，所以相當安全」；2016年5月4日，中華民國建築物升降暨機械停車設備協會秘書長鍾聖焜也认为「電扶梯是鋼構的，鋼構的東西安全系數非常高，站哪一邊都不會影響運轉」。
靠邊站立的支持者則認為，即使是不會動的樓梯也經常有人摔倒、受傷，所以不應該因為電扶梯上行走時發生的少數意外而禁止所有旅客走電扶梯。相關單位亦應該宣導在電扶梯上小心行走，或是降低電扶梯速度並勸喻年長者、行動不便人士及孕婦改搭升降機以兼顧安全與效能。

### 香港
以前，香港地鐵（現稱港鐵）是宣傳靠右站。不過在繁忙時間，使用扶梯的人太多，很多時扶梯無論是左右兩邊都站滿了人。後來香港鐵路有限公司跟隨香港機電工程署的建議，改為不建議在自動扶梯上行走，左右兩邊企定。然而在香港停止宣傳後，「左行右立」卻反而流行起來。
港鐵的電動扶梯使用注意事項：
- 应当緊握扶手
- 不要站到級邊

不要站到梯級邊

- 不要把頭或手伸出梯外，否則可能撞到天花或相鄰的扶梯
- 不要奔跑嬉戲
- 不要使用電動扶梯搬運貨物。嬰兒車、貨物推車等應使用升降機。
- 使用輪椅、拐仗的乘客應該盡量使用升降機
- 要照顧小童及老人
- 不要在電動扶梯逆方向行走
- 扶手下金属会因摩擦产生电荷，可能导致静电发生。
- 不要在自动扶梯上观看手机等电子设备
- 電動扶梯都會有緊急剎停的按鈕，供發生異常時使用。

### 台灣

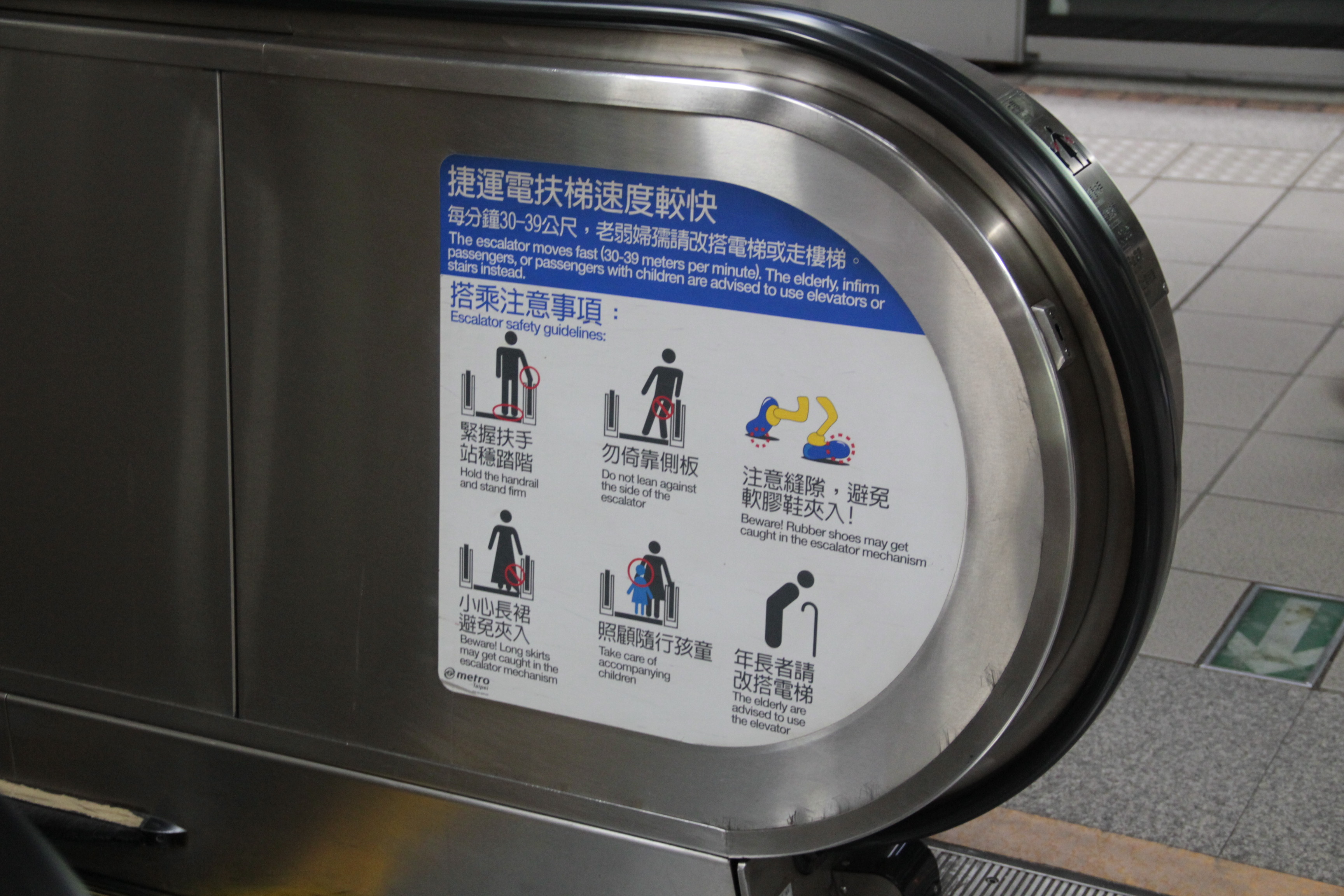
台北捷運電動扶梯的安全提示

台北捷運早期曾宣導靠右站立，空出左邊供趕時間旅客通行，雖然近年來已改為僅宣導站穩踏階，但絕大部分旅客仍維持靠右站立。對此，台北捷運公司新聞課課長凌啟堯於2016年8月24日受訪時指出：「（在電扶梯上）讓道通行是台灣獨有且良好的禮讓文化，讓一些趕時間的旅客能方便通行」，公開讚揚並支持旅客靠右站立的習慣。
台北捷運公司2017年1月17日也在官方網站發表聲明，強調「目前未限制電扶梯站立位置或行走與否，並呼籲旅客使用電扶梯時，發揮捷運禮讓文化，彼此尊重。」聲明指出北捷不但沒有禁止旅客在電扶梯上走動，還持續認同在電扶梯讓道通行是優良的捷運禮讓文化，並鼓勵電扶梯上的民眾多禮讓他人。
針對孕婦、老人、殘障、推嬰兒車以及攜帶行李的旅客，台北捷運公司在站內外的電扶梯使用宣導中呼籲「年長者、孕婦、行動不便者、推嬰兒車或雙手提物的人請改搭電梯」，建議上述旅客不要搭乘電扶梯，以免造成自身或其他旅客的危險。

#### 停機
台灣的《升降階梯構造標準》中規定：「建築物內設有升降階梯者，仍應另設樓梯，升降階梯除正常運轉時可供人搭乘外，停機期間不得當樓梯使用。」台灣國家標準不建議停機狀態的電扶梯替代樓梯使用，此因安全鎖有可能脫鉤導致滑動。2016年12月17日新北市巨星耶誕演唱會結束散場時，大批民眾紛紛前往台鐵月台搭車，原本靜止的電扶梯卻突然滑動，導致4名乘客跌倒受傷。這起事故就是因此而造成的。

### 日本
由於電扶梯的設計並不是設想讓人在上面行走，鑑於搭乘電扶梯的碰撞事故層出不窮，日本各大鐵道公司、成田機場、電扶梯協會、東京都交通局等51個單位，2015年7月21日起至8月31日推行「一起緊握扶手」運動（みんなで手すりにつかまろう），搭乘電扶梯時應「緊握扶手、站立不動」。呼籲電扶梯的使用者不要在電扶梯上行走或奔跑，以免發生意外。
2021年3月27日，「關於促進安全利用埼玉縣電扶梯條例」通過，包括平面電動步道在內的縣內所有電扶梯，10月1日起使用者在使用時必須站立不動，電扶梯管理者也有義務宣導周知。另外，名古屋市一項禁止人們在扶手電梯上行走的法令於2023年10月1日生效。 依照法令，人們上扶手電梯後，必須站立不動，不能上下行走。 同時，法令沒有罰則。

## 世界之最

### 最長的電動扶梯
香港的中環至半山自動扶梯系統是目前世界最長的戶外電動扶梯系統，它連接中環商業區及半山住宅區。系統總長800米，垂直差距為135米，由20條電動扶梯及3條自動人行道組成。系統在早上上班及下午下班時會向不同方向行走。上午6-10時向下行，10時20分至晚上12時向上行，由一端乘到另一端需時約20分鐘。世界第2長的戶外電動扶梯系統位於香港海洋公園。（前者為CNIM電梯，後者為奧的斯電梯）
位于中国重庆市的皇冠大扶梯于1993年2月动工，1996年2月18日建成營運至今，全长112米，宽1.3米，提升高度52.7米，倾斜度为30度，每秒運轉0.75米，全程運轉2分30秒，由上、下梯和备用梯共三台扶梯组成。每台最大载客能力为13000人次/小时，是亚洲最长的一级提升坡地大扶梯。
另外，世界最長中間無支撐電動扶梯位於香港朗豪坊，由4A樓至8樓，及由8樓至12樓，合共4條，每條約長42米，為奧的斯電梯。此扶手電梯在2017年3月25日曾經發生嚴重事故，電梯懷疑因驅動鏈斷裂而高速逆行，但安全裝置懷疑失效，未有剎停電梯。
美國首府華盛頓地鐵其中一個車站的電動扶梯長70米，是西半球單獨電動扶梯中最長的。俄罗斯莫斯科地铁胜利公园站往返站厅与站台的扶梯长度达126米，是该地铁系统中最长的扶梯。

### 最短的電動扶梯

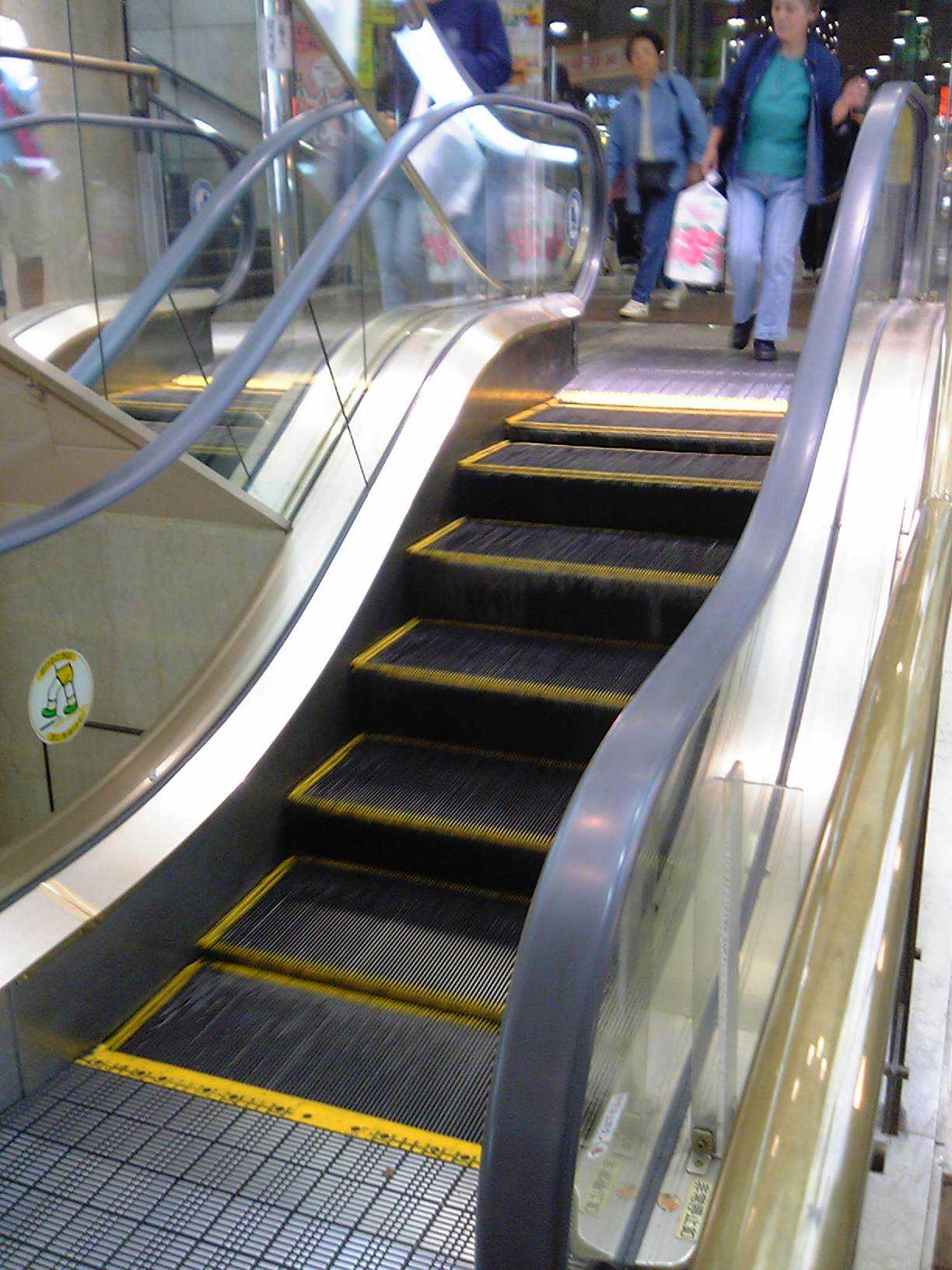
日本神奈川縣川崎市 - 川崎岡田屋百貨公司的世界最短電動扶梯

日本神奈川縣川崎市川崎區的川崎岡田屋百貨公司裡面的地下2樓的電動扶梯系統是目前世界最短的電動扶梯系統，只有6節梯級（垂直高度：834毫米）。

## 與升降機相比
電動扶梯和升降機都是垂直運輸行人的交通工具。兩者各有長處，通常會在不同的場合使用。與升降機相比，電動扶梯所佔空間較多，而且行走速度（特別是垂直速度）相對十分緩慢。但是因為電動扶梯是連續運作，不像升降機般乘客要等轎箱到來，因此電動扶梯的總載客量高很多。在人流很高，而垂直距離不長的地方，例如商場和車站，一般都會使用電動扶梯。至於人流較少，但垂直距離大的場合，例如辦公室大樓，則多數使用升降機。
電動扶梯的移動速度由每分鐘27米至55米不等。一條雙人寬，每分鐘走45米的電動扶梯，可以在一小時內運載約10,000人。